# Credit River (Ontariosee)
Der Credit River (französisch Rivière Credit) ist ein Zufluss des Ontariosees in der kanadischen Provinz Ontario.
Der Credit River hat seinen Ursprung im Orangeville Reservoir bei Orangeville nahe der Niagara-Schichtstufe. Den Stausee verlässt der Credit River in östlicher Richtung. Der nach Norden zum Huronsee fließende Nottawasaga River bildet einen zweiten Abfluss des Stausees.
Der Credit River durchfließt den Forks of the Credit Provincial Park und nimmt den Little Credit River von links auf. Er passiert die Städte Caledon, Halton Hills und Mississauga. Schließlich mündet der Credit River bei Port Credit in das westliche Ende des Ontariosees. Der Credit River hat eine Länge von etwa 90 km.  